# Elisa Petersen
Elisa Petersen, född 1876, död 1932, var en dansk politiker och kvinnosakspolitiker.
Hon blev 1907 medgrundare av Dansk Kvindesamfund (DK) i Næstved, medlem i huvudstyrelsen 1909 och distriktsordförande för Sjælland 1916, och slutligen ordförande 1924-1931. Hon beskrivs som effektiv och pragmatisk. Under valet till folketinget 1918, som var det första där kvinnor fick delta, kampanjade hon hårt för att få kvinnor invalda i folketinget; valet visade sig dock bli en besvikelse, då endast fyra kvinnor valdes in. 
Hon satt i Næstved stadsfullmäktige för Venstre 1909-1921, och i Landstinget 1928-1931. 